# Der Mantel (Ambraser Heldenbuch)
Der Mantel ist eine mittelalterliche Verserzählung. Es handelt sich um eine nur fragmentarisch überlieferte mittelhochdeutsche Bearbeitung des französischen Fabliau du Mantel mautaillé. Die Artus-Erzählung ist einzig im Ambraser Heldenbuch, welches von Kaiser Maximilian I. Anfang des 16. Jahrhunderts in Auftrag gegeben wurde, überliefert.

## Datierung, Herkunft und Verfasserzuweisung
Das Ambraser Heldenbuch, in dem auf den Seiten XXVIIIra bis XXXrb das Fragment Der Mantel überliefert ist, wurde zwischen 1504 und 1516 von einem Bozener Zolleinnehmer namens Hans Ried geschrieben. und umfasst insgesamt 25 Texte, die sich in sechs „didactic epics“, acht „heroic epics“ und sechs „moral tales“ gliedern lassen, wobei Iwein, Erstes Büchlein, Zweites Büchlein und der Mantel-Erec in den ersten Abschnitt, d. h. unter die „didactic epics“, eingeordnet wurden. Das 994 Reimpaarverse umfassende Fragment Der Mantel steht in der Handschrift ohne Bruch direkt vor Hartmanns Erec und ist mit einer Überschrift versehen, die sowohl den Inhalt des Mantels als auch den des Erec kurz wiedergibt. Dieser Tatsache zufolge nahm der Schreiber wohl nicht nur an, dass auch der Mantel von Hartmann von Aue verfasst worden war, sondern er hielt die beiden Texte offenbar für einen einzigen Roman. Jedoch „ist [es] leicht zu erkennen, daß der Mantel der Anfang einer ganz anderen Dichtung ist, denn im Inhaltlichen wie auch in der Satzführung gibt es an der Übergangsstelle einen deutlichen Bruch“.
Otto Warnatsch brachte in seiner 1883 erschienenen Studie über dieses Fragment als möglichen Dichter des Mantels den Namen Heinrich von dem Türlin ins Spiel. Warnatsch ging davon aus, dass der Mantel ein „Jugendwerk Heinrichs von dem Türlin, des Dichters der Crone“ sei und verglich folglich die beiden Dichtungen auf „stofflich-inhaltliche Übereinstimmungen“, „Gemeinsamkeiten in Lautstand, Wortwahl, Versbehandlung“ und „wörtliche Übereinstimmungen“. Weiterhin verortete er das Fragment zeitlich im ersten Jahrzehnt des 13. Jahrhunderts.
Dieser Standpunkt wird allerdings von der gegenwärtigen Forschung nicht mehr geteilt, da man davon ausgeht, dass es sich bei den „wörtlichen Übereinstimmungen“ bei Warnatsch eher um inhaltliche Details drehe, „die mit dem Stoff der Tugendproben zusammenhängen“ und von „Allerweltsthemen der Artusdichtung, wie Vorbildlichkeit des Königs, Einladung zu einem Hoffest, Pracht des Festes“ usw. handeln. Die Datierung des Mantels wird aufgrund dieser Überlegung und weiterer Anhaltspunkte nach der Entstehung der Crone angesetzt, ca. 1230/40, und in Bezug auf die Dichterzuweisung ist damit zu rechnen, dass der Verfasser vielleicht ein bairisch-österreichischer Landsmann von Heinrich von dem Türlin war, „der sich in der nachklassischen Zeit noch einmal daran machte, eine französische Artuserzählung zu übertragen“.

## Verkürzte Inhaltsangabe des Fragments
Das Fragment Der Mantel beginnt im Ambraser Heldenbuch mit einer zusammenfassenden Überschrift, in der erläutert wird, dass es sich zuerst um König Artus und Königin Guinevere sowie um deren Hofstaat dreht, zu dem die Ritter Gawein und Keie gehören, und um einen Mantel, den sowohl die Königin als auch weitere Frauen anprobieren müssen, um ihre Treue zu beweisen. In einem weiteren Teil geht es um Erec und seine Frau Enite. Dieser den Inhalt wiedergebenden Überschrift folgt ein Prolog des Verfassers mit einer Hinlenkung auf König Artus und dessen Tapferkeit, sowie ein Lob an vergangene Zeiten, einer so genannten laudatio temporis acti.
Die eigentliche Erzählung über die Tugendprobe am Artushof wird dann damit eingeleitet, dass König Artus und Königin Ginover viele Gäste, d. h. Ritter und deren Frauen, zum traditionellen Pfingstfest bestellen, die am Hofe Karadigant eintreffen (V. 128–148) und ein verschwenderisches Fest beginnen. König Artus lässt seine Gäste allerdings auf das Essen warten, da er für gewöhnlich erst dann zu speisen beginnt, wenn ihm eine Geschichte oder ein âventiure erzählt wurde. In dieser Phase der Erzählung erscheint auch der Ritter und Truchsess des Königs Keie, der den König in Bezug auf das Essen im Namen der Gäste kritisiert (V. 398–448) und auch die gesamte kommende Sequenz mit spöttischen Kommentaren beherrscht. Kurz darauf erreicht ein Bote den Artushof, der einen Mantel bei sich trägt und darum bittet, mit dem König zu sprechen (V. 514–531). Er fordert im Auftrag der Besitzerin des Mantels, dass alle Frauen am Hofe den Mantel anprobieren sollen (V. 606–612) und erzählt den versammelten Rittern, dass der Mantel durch die Veränderung seiner Länge deutlich machen wird, ob die Frau, die ihn trägt, ihrem Mann gegenüber treu ist oder nicht (V. 589–598). König Artus gewährt dem Boten seine Bitte und lässt die Frauen rufen. Königin Ginover ist die Erste, die den Mantel anprobiert, aber er passt ihr nicht im Geringsten. Jedoch beginnen die Ritter der Tafelrunde einen Versuch, den Mantel durch Ziehen zu verlängern, um so die Wahrheit noch zu mildern. König Artus hingegen ist durch die damit bewiesene Untreue seiner Frau sehr verletzt und wütend (V. 720–772) und zwingt daraufhin alle Frauen, sich dieser Treueprobe zu unterziehen. Keies friundinne  ist nach der Königin die Nächste, die den Mantel anprobiert und genau wie ihre Vorgängerin scheitert. Jeder Ritter, einer nach dem anderen, ist beschämt und wütend, herauszufinden, dass auch seine Frau ihm gegenüber untreu war. Erst am Ende der Erzählung wird die Tugendprobe von einer Frau bestanden: Erecs Frau Enite passt der Mantel fast perfekt und sie kann somit die höfische Tugend der Treue hochhalten (V. 955–994).

## Arthurische Merkmale im Fragment
Das dem Erec vorangestellte Fragment wird vom Erzähler mit einem „langatmigen Prolog“ eingeleitet, in dem, wie gattungstypisch gefordert, König Artus eingeführt und seine Tapferkeit gelobt wird. Zudem spricht der Dichter ein Lob aus an die vergangenen Zeiten, in denen König Artus noch lebte: des leben noch vil wol bewant /bî disen zîten waere (V. 34–35). In der darauf folgenden „ursprünglich kurze[n] Festschilderung“ der französischen Ausgangsliteratur Fabliau du Mantel mautaillé schildert der Dichter in einem „umfangreichen Vorspann“ die Einladung der Gäste zum traditionellen Pfingstfest und weitere „Zustände und Usancen am Artushof“. Der eigentliche Teil der Erzählung beginnt dann mit der Gewohnheit des Königs, der erst anfangen will zu speisen, wenn ihm eine Geschichte oder ein Abenteuer berichtet wurde: Der künic vast nâch âventiure, /unz daz diu ezzen bî dem fiure /iezuo verdurben (V. 398–399). Zu diesem Zeitpunkt tritt zum ersten Mal Keie, der Ritter und Truchsess des Königs aktiv in Erscheinung, der den Verlauf der Dichtung mit seinen spöttischen Kommentaren beherrschen wird. In dieser Situation wird er von den hungernden Gästen zum König geschickt und kritisiert diesen mit den Worten: herre, waz sol daz, /daz dise ritter unâz /sitzent alsô lange? (V. 426–428). Auch durch die Antwort des Königs wird klar, dass Keie in dieser Erzählung, wie in allen anderen Artusromanen eine Doppelrolle einnimmt, nämlich die des „obersten Hofbeamten“ und des „bestallte[n], jeden-falls geduldete[n] Kritiker[s] höfischer Zucht“ sowie die der „Schwankfigur“, die von Artus „höhnisch abgekanzelt wird“: „hei, Kei, wie unsanft du maht, “ […] dich müet daz du bîten muost (V. 439, 442). Diese negative Rolle des Keie wird zudem auch mit den folgenden Beschreibungen des Dichters noch untermauert: der tugende verlüste, /spottes und hônküste, /des hete er et genuoc (V. 246–248) oder durch die Tatsache, dass er „bei den Mahlzeiten […] an einem Katzentisch“ sitzt.
Jedoch wird König Artus selbst auch als ein „polternder und schimpfender Haustyrann“ dargestellt und dies entspricht nicht der Vorlage des Fabliaus du Mantel mautaille, welches sehr viel höfischer war. Kurz darauf erreicht ein Bote den Artushof und bringt das gewünschte Abenteuer mit sich, welches die zentrale Rolle neben Keie als Kommentator des Geschehens darstellt. Jedoch nicht in Form einer Erzählung über einen „Aventiureweg“, wie gattungstypisch in Artusromanen vorgesehen, sondern in Form einer Tugendprobe mittels eines magischen Mantels. Dieser Mantel kann beweisen, ob eine Frau ihrem Mann treu war oder nicht. Königin Ginover scheitert als Erste bei der Anprobe des Mantels und nach ihr auch die friundinne Keies und alle anderen Ehefrauen der Ritter. Und folglich wart der künic ungefröuwet, /daz der mantel stöuwet /an der künegin solhe untriuwe, /unde het sin tougen riuwe (V. 747–750). „Enite ist in seiner Erzählung die einzige der Damen, welche die Probe mit einigem Abstand besteht. […] Einzig Enite gebrast an dem soume / kume drier vinger: / so vil was ringer / ir schulde denne der da vor (M 966–969)“ Mit dieser Wendung der Tugendprobe bringt der Erzähler in seiner Dichtung ein, dass ihm Hartmanns Erec und dessen Frau Enite bekannt sind, was den literarischen Anspruch des Fragments Der Mantel erhöht. Durch das Bestehen der Mantelprobe wird weiterhin ein gattungstypisches gutes Ende der Erzählung provoziert. An das Ende der Erzählung schließt sich der Epilog an „mit einem nochmaligen Tadel von Keiis bosheit (M 987): siniu wort muose man vliehen (M 994)“ und geht anschließend im Ambraser Heldenbuch übergangslos in Hartmanns Erec über.

## Ausgaben
- Der Mantel: Bruchstück eines Lanzeletromans des Heinrich von dem Türlin, nebst einer Abh. über die Sage vom Trinkhorn und Mantel und die Quelle der Krone. Hrsg. von Otto Warnatsch. Breslau 1883 (Germanistische Abhandlungen 2), Nachdruck Hildesheim 1977 (Scan beim Internet Archive)
- Das Ambraser Mantel-Fragment nach der einzigen Handschrift neu herausgegeben. Hrsg. von Werner Schröder. Stuttgart 1995 (Sitzungsberichte der wissenschaftlichen Gesellschaft an der Johann Wolfgang Goethe-Universität Frankfurt am Main 33, 5).